# Sloanea obtusifolia
Sloanea obtusifolia är en tvåhjärtbladig växtart som först beskrevs av Stefano Moricand, och fick sitt nu gällande namn av Karl Moritz Schumann. Sloanea obtusifolia ingår i släktet Sloanea och familjen Elaeocarpaceae. Inga underarter finns listade i Catalogue of Life.